# Stenobarichneumon melanocephalus
Stenobarichneumon melanocephalus är en stekelart som beskrevs av Heinrich 1975. Stenobarichneumon melanocephalus ingår i släktet Stenobarichneumon och familjen brokparasitsteklar. Inga underarter finns listade i Catalogue of Life.